# Kho tự quản

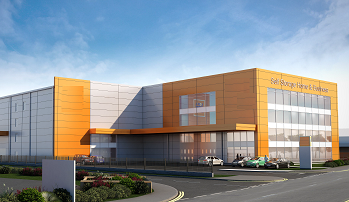
Một cơ sở lưu trữ tự quản.

Kho tự quản (viết tắt của "kho lưu trữ tự phục vụ" và còn được gọi là "kho lưu trữ mini") là một ngành dịch vụ mà ở đó không gian lưu trữ (như phòng, tủ khóa, thùng chứa và/hoặc không gian ngoài trời), còn được gọi là "gian kho" được cho thuê, thường là ngắn hạn (thông thường theo đơn vị tính từng tháng). Người thuê kho tự quản bao gồm cả doanh nghiệp và cá nhân.
Ngành dịch vụ này ban đầu có trụ sở tại Hoa Kỳ. Đến năm 2018, ước tính có khoảng từ 44.000 đến 52.000 cơ sở lưu trữ đang tồn tại ở Hoa Kỳ. 
Khi thảo luận về lý do thuê kho tự quản, các chuyên gia trong ngành thường đề cập đến khái niệm "4 chữ D trong cuộc đời" (cái chết, ly hôn, giảm mật độ và di chuyển), khái niệm sau cùng có thể đề cập đến việc người thuê dời đến sinh sống ở một nơi khác và cần không gian để lưu giữ đồ vật cho đến khi có thể mang chúng đến nơi mới, hoặc hôn nhân kéo theo việc đôi vợ chồng cùng sở hữu những đồ vật trùng nhau).

## Miêu tả
Các cơ sở kho tự quản cho thuê không gian với thời hạn ngắn (thường là tính theo tháng, tuy nhiên vẫn có các thời hạn thuê dài hơn) cho các cá nhân (thường là lưu giữ đồ gia dụng; gần như tất cả các văn bản pháp lý đều quy định cấm sử dụng không gian làm nơi cư trú) hoặc cho các doanh nghiệp (thường lưu giữ hàng tồn kho dư thừa hoặc hồ sơ lưu). Một số cơ sở cung cấp hộp, ổ khóa và vật tư đóng gói bán cho người thuê để họ đóng gói và bảo quản an toàn hàng hóa của họ, và cũng có thể cho thuê xe tải (hoặc nếu là khách mới thì có thể cho sử dụng miễn phí).
Hầu hết các cơ sở đều cung cấp bảo hiểm để khách hàng mua; Ngoài ra, bên cho thuê có thể tự mua bảo hiểm cho mình (nếu hợp đồng bảo hiểm có điều khoản bảo hiểm cho hàng hóa lưu giữ tại cơ sở của người được bảo hiểm) hoặc có thể mua bảo hiểm bao gồm hàng hóa (mà cơ sở có thể cung cấp dịch vụ thông qua một bên thứ ba, và trong một số trường hợp có thể yêu cầu bên cho thuê mua bảo hiểm này như một điều kiện cho thuê).
Các gian thuê được bảo đảm an toàn bằng khóa riêng có chìa của người thuê. Không giống như nhà kho thông thường, nhân viên cơ sở tự lưu trữ không có quyền tiếp cận hàng hóa bên trong kho như thông thường (và do đó, nói chung cơ sở không chịu trách nhiệm về hành vi trộm cắp). Một cơ sở tự lưu trữ không sở hữu hoặc kiểm soát đồ vật bên trong gian kho trừ khi khách thuê không trả tiền thuê nhà thì sẽ có chế tài giữ đồ, hoặc khách thuê không khóa gian kho thì cơ sở có thể khóa gian kho đó cho đến khi khách thuê cung cấp khóa riêng của mình.

## Lịch sử
Mặc dù có bằng chứng lịch sử cho thấy kho lưu trữ đã được sử dụng đại chúng ở Trung Quốc cổ đại, nhưng cho tới những năm cuối thập kỷ 60 mới thấy xuất hiện cơ sở tự lưu trữ hiện đại (trong đó người thuê độc quyền truy cập kho). Các chuỗi cơ sở tự lưu trữ đầu tiên được mở ở Texas. 
Qua thập kỷ 90, các cơ sở lưu trữ hiện đại dần dần phát triển, lúc đó nhu cầu đã vượt cung dẫn đến sự bùng nổ một loạt kho tự lưu trữ mới. Từ năm 2000 đến năm 2005, mỗi năm hơn 3.000 cơ sở mới được xây dựng ở Mỹ. 

## Kho tự quản hiện nay
Vào cuối năm 2017, ở Hoa Kỳ có khoảng từ 44.000 đến 52.000 cơ sở tự lưu trữ tại các khu đất thương mại và công nghiệp. Diện tích hiện dành cho kho tự lưu trữ ở đây là hơn 2,3 tỷ feet vuông, tương đương gấp ba lần diện tích có mái che trên đảo Manhattan Island. Sáu công ty khai thác thương mại công khai lớn nhất (bốn công ty của tập đoàn REITs, và công ty U-Haul sở hữu hoặc khai thác khoảng 18% trên tổng số cơ sở tự lưu trữ. Ngành công nghiệp này có giá trị 38 tỷ USD vào năm 2018. Gần đây, ở nhiều thành phố đô thị nơi diễn ra cạnh tranh rất khốc liệt giữa các công ty kho, các lô đất đẹp hơn gần các khu dân cư và thương mại đang được chuyển thành kho tự lưu trữ sau khi được phê duyệt. Các công ty đang trở nên chuyên nghiệp hơn trong việc sản xuất các gian kho tự lưu trữ, cho phép các nhà khai thác phát triển và hoạt động một cách nhanh chóng. Người ta kỳ vọng các doanh nghiệp như Công ty di chuyển và lưu trữ PODS sẽ tham gia vào nỗ lực xây dựng các gian kho để hỗ trợ nhu cầu.
Mailstorage hoặc lưu trữ theo yêu cầu là kiểu các mặt hàng khác nhau của khách hàng được lưu trữ cùng nhau trong một nhà kho thay vì cung cấp cho mỗi khách hàng một gian kho lưu trữ riêng. 
Các doanh nghiệp kinh doanh kho tự lưu trữ cho thuê nhiều loại kích thước gian kho cho các khách hàng doanh nghiệp và cá nhân. Kích thước gian kho phổ biến (được thể hiện bằng feet, theo định dạng chiều rộng trước chiều sâu sau) bao gồm: 
- 5x10, theo kích thước của tủ lớn không có ngăn
- 10x10, theo kích thước phòng ngủ trr em (tính đến năm 2015
- 10x10 là kích thước gian kho lưu trữ phổ biến nhất, chiếm 16% ở Hoa Kỳ),
- 10x20, theo kích thước của nhà để xe một ô tô
- 15x20, theo kích thước của nhà để xe hai ô tô.

Các gian kho lưu trữ thường không có cửa sổ, có tường bao quanh bằng kim loại sóng và có khóa riêng của người thuê. Mỗi gian thường được truy cập bằng cách mở một cánh cửa cuốn có kích thước giống với cửa nhà xe loại dành cho một ô tô (các gian kho nhỏ hơn có thể được truy cập bằng cửa kim loại có bản lề).
Một cơ sở kho có kiểm soát ra vào có thể sử dụng nhân viên bảo vệ, camera an ninh, báo động cửa gian kho cá nhân và một số phương tiện truy cập cổng điện tử như bàn phím hoặc thẻ. Một số cơ sở thậm chí sử dụng dấu vân tay sinh trắc học hoặc máy quét bàn tay để đảm bảo rằng chỉ có khách thuê mới có quyền ra vào. Các công ty khai thác kho tự lưu trữ thường cho phép ra vào 24 giờ, kho trong nhà có kiểm soát độ ẩm, kho ngoài trời dành cho thuyền và các phương tiện giải trí, và đèn sáng hoặc ổ cắm điện bên trong gian kho để khác biệt với đối thủ cạnh tranh khác. Một số cơ sở lưu trữ có mái mở, tức là mái nhà lưới thép không an toàn, bằng những cơ sở có mái thiếc che kín làm tăng thêm an toàn và riêng tư. 

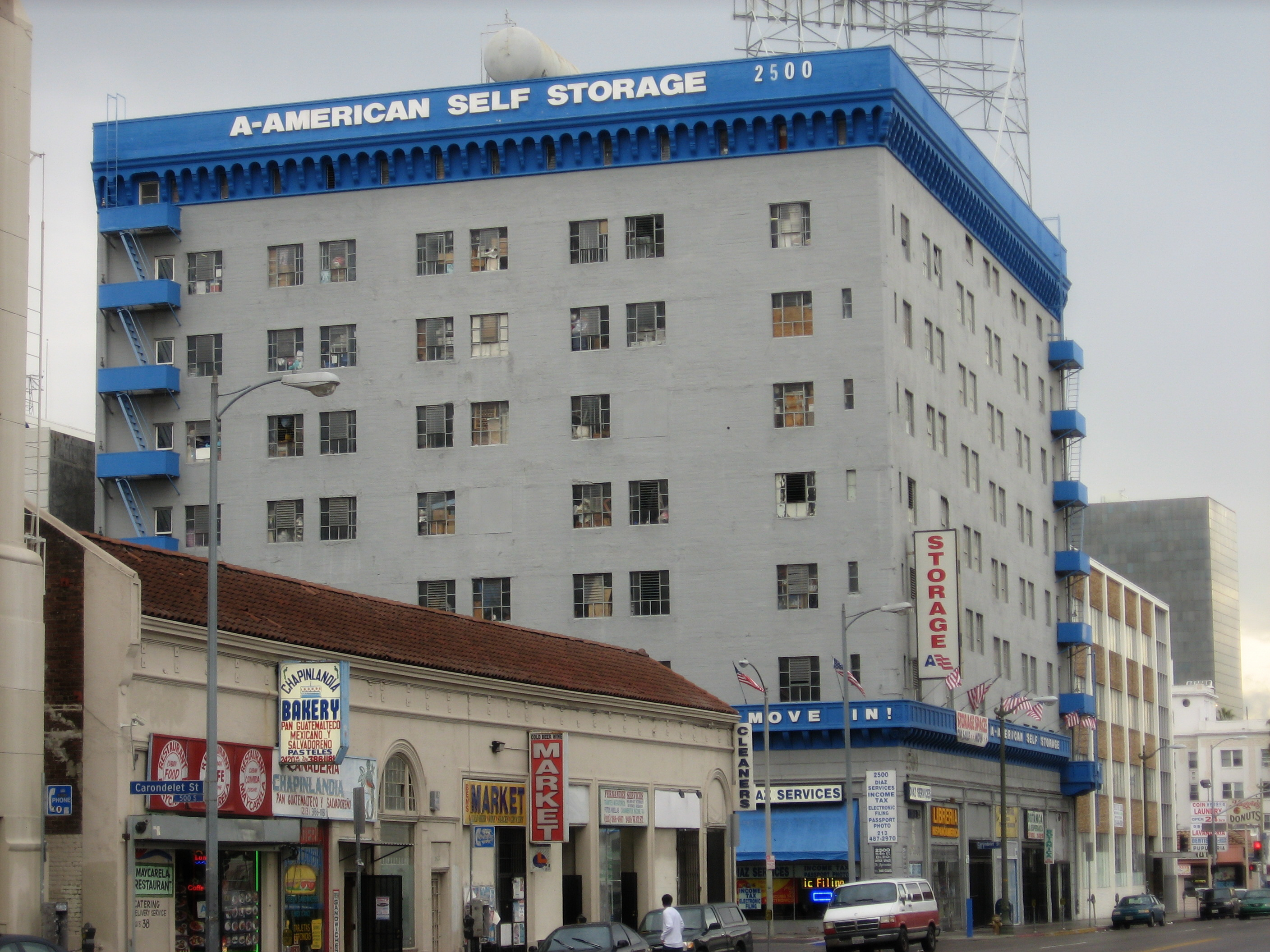
Ví dụ của một cơ sở lưu trữ tự quản kiểu cũ trong thành phố

Ví dụ về cơ sở kho tự quản đô thị kiểu cũ
Ở các khu vực nông thôn và ngoại thành, hầu hết các cơ sở kho gồm nhiều tòa nhà một tầng với phần lớn các gian kho di chuyển được, có thông gió tự nhiên nhưng không được kiểm soát độ ẩm. Những tòa nhà này được gọi là cơ sở lưu trữ "truyền thống". Các gian kho trong nhà được kiểm soát độ ẩm đang trở nên phổ biến hơn ở các khu vực ngoại thành. Tại các khu đô thị, nhiều cơ sở có các tòa nhà nhiều tầng sử dụng thang cuốn, hoặc vận thang chở hàng để chuyển hàng hóa lên các tầng trên. Các cơ sở này thường được kiểm soát độ ẩm vì hầu hết nếu không phải là toàn bộ chúng là những gian kho trong nhà. Các kho hoặc cửa hàng tạp hóa đôi khi được chuyển đổi thành các cơ sở tự lưu trữ. Boong xếp dỡ hàng đôi khi được cung cấp ở tầng trệt.
Ngoài ra, xe lăn hoặc xe rùa hỗ trợ di chuyển miễn phí đôi khi được cung cấp để giúp khách hàng chuyển hàng đến gian kho của họ. Các cơ sở tự lưu trữ đô thị có thể chỉ là một vài tầng trong một tòa nhà lớn hơn nhiều; có các công ty kho tự lưu trữ thành công chung địa điểm với nhà máy sản xuất, văn phòng thuê địa điểm và thậm chí cả các trường công lập.  
Cứ mười hộ gia đình ở Hoa Kỳ hiện nay thì có một hộ thuê gian kho tự lưu trữ. Nhu cầu tự lưu trữ ngày càng tăng ở Mỹ được tạo ra bởi những người di chuyển (khoảng 40 triệu người di chuyển mỗi năm theo dữ liệu điều tra dân số Hoa Kỳ), và bởi nhiều quá trình chuyển đổi lối sống như hôn nhân, ly hôn, nghỉ hưu, tử vong trong gia đình, vv Khảo sát gần đây của các công ty tự lưu trữ cho thấy một xu hướng tích cực trong nhu cầu thị trường và tỷ lệ sử dụng.
Hơn 54.000 cơ sở tự lưu trữ hiện đang tồn tại ở Hoa Kỳ từ các công ty có mặt trên toàn quốc đến các công ty chỉ có mặt trong vùng thậm chí cả những cửa hàng nhỏ lẻ độc lập. 
Nhu cầu về không gian lưu trữ vẫn ổn định vào quý 4 năm 2015. Nguồn cung cũng tương đối ổn định. Thông thường, quy trình để xây dựng một tòa nhà lưu trữ mới thì lại nặng và có thể mất nhiều năm. Ngoài ra, lớp tài sản cụ thể này thường bị cộng đồng đẩy lùi, do tính chất của nó. 
Thị phần kho tự lưu trữ bị phân tán cao, ngược lại với các loại tài sản khác trong ngành. 80% các cơ sở tự lưu trữ do các cá nhân hoặc hoặc các nhà đầu tư nhỏ sở hữu. 
Các nhà đầu tư tin rằng rằng ngành công nghiệp tự lưu trữ là bằng chứng của sự suy thoái. Niềm tin này được củng cố bởi tổng lợi nhuận 5,1% mà ngành này đem lại cho các nhà đầu tư trong năm 2008.

## Đấu giá lưu trữ
Tại Hoa Kỳ, các cơ sở tự lưu trữ có thể tổ chức đấu giá hoặc bán hàng theo quyền hạn để huỷ những khách thuê không thanh toán theo các quyền thực thi của họ được nêu trong luật pháp quyền hạn của từng khu vực pháp lý.
Chủ sở hữu cơ sở thường được yêu cầu thông báo trước cho khách thuê khoản nợ chưa thanh toán, thông thường bằng thư có xác nhận hoặc đăng ký đến địa chỉ trong hồ sơ của cơ sở. Nếu khoản nợ vẫn chưa được thanh toán, cơ sở phải thông báo công khai về việc bán hoặc bán đấu giá, thông thường trên một tờ báo giấy lưu hành rộng rãi ở hầu hết các bang, mặc dù một số bang có thể cho phép thông báo công khai về bán hàng được thực hiện trên internet. Khách thuê có quyền thanh toán hóa đơn nợ của họ bất kỳ lúc nào trước thời điểm đấu giá bắt đầu và do đó đòi lại quyền đối với gian kho và hàng hoá của họ; các vật đó sẽ bị xóa khỏi phiên đấu giá (trong một số trường hợp, có thể dẫn đến toàn bộ phiên đấu giá bị hủy).
Các phiên đấu giá / bán hàng được mở công khai, với hầu hết các nhà thầu mua với mục đích bán lại kiếm lời. Sau khi phiên đấu giá cho một gian kho bắt đầu, cánh cửa kho được mở ra và các nhà thầu tiềm năng chỉ được phép xem bên trong bằng cách nhìn vào từ cửa ra vào; họ không được phép bước vào bên trong, chạm vào hoặc di chuyển bất kỳ vật nào trước phiên đấu giá. Nói chung, không gian và hàng hoá bên trong được bán "như thế, ở đó" mà không có ngụ ý hoặc thể hiện bảo hành hoặc bảo đảm, và các điều khoản bán là thanh toán bằng tiền mặt khi kết thúc phiên đấu giá. Người mua một gian kho sở hữu toàn bộ hàng hoá bên trong và có trách nhiệm chuyển đi trong một khoảng thời gian nhất định. Trong một số trường hợp, cơ sở có thể cho phép người mua thuê gian kho và/hoặc thu một khoản tiền đặt cọc có hoàn lại để làm vệ sinh gian kho khi nó đã được dọn sạch.
Pháp luật một số nơi yêu cầu chủ sở hữu cơ sở phải tịch thu ngay các vật phẩm được kiểm soát như súng cầm tay nếu chúng ở trong tầm nhìn đơn giản trong một gian kho quá hạn. Ngoài ra, cơ quan có thẩm quyền có thể yêu cầu bên mua chuyển một số mặt hàng (chẳng hạn như ảnh gia đình và hồ sơ thuế / kinh doanh) cho chủ sở hữu cơ sở.  
Vào mùa thu năm 2010, hai chương trình truyền hình mới có miêu tả các phiên đấu giá lưu trữ, Cuộc chiến lưu trữ và Thợ săn đấu giá đã được phát hành. Nhờ chương trình này phổ biến nên có thêm các chương trình khác như Thợ săn lưu trữ, Texas - Cuộc chiến lưu trữ, và New York - Cuộc chiến lưu trữ giúp tăng khả năng phổ biến và quan tâm tới các cuộc đấu giá lưu trữ. Anada - Cuộc chiến lưu trữ cũng ra mắt trên Outdoor Living Network vào năm 2013.

## Các hiệp hội tự lưu trữ
Các hiệp hội tự lưu trữ đã ra đời trên khắp thế giới để hỗ trợ sự phát triển của ngành. Các hiệp hội này cung cấp hỗ trợ bằng thông tin, giáo dục, mạng, giới thiệu, sự kiện, thỏa thuận tiêu chuẩn, thu thập dữ liệu, tiếp thị, vận động và xuất bản cho chủ sở hữu, nhà quản lý, nhà cung cấp và nhà đầu tư hiện tại và tiềm năng.